# Verdun (dzielnica)
Verdun – jedna z dziewiętnastu dzielnic Montrealu. Do 2002 roku stanowiła samodzielne miasto o tej samej nazwie. Dzielnica obejmuje obszar na południu wyspy Île de Montréal oraz wyspę Île des Sœurs.
W 1671 tereny dzisiejszej dzielnicy stały się własnością komendanta Zacharie Dupuis. Otrzymał on ziemię na Île de Montréal za zasługi dla Nowej Francji. Utworzone lenno nazwał Verdun, upamiętniając tym samym wioskę we Francji, z której pochodził, Saverdun. W wyniku późniejszego osadnictwa utworzona została gmina Rivière-Saint-Pierre (od nieistniejącej dziś rzeki Saint-Pierre). W 1876 roku zmieniono nazwę na Verdun odnoszącą się do czasów lenna Dupuis, a w 1912 roku miejscowość otrzymała prawa miejskie. Ze względu na bliskość centrum Montrealu Verdun szybko rosło: w 1901 roku liczyło tylko 1 900 mieszkańców, a w 1921 już 25 000. W 1956 roku do Verdun zostało przyłączone miasto L'Île-Saint-Paul, obejmujące obszar wyspy Île des Sœurs (która jeszcze wtedy była często nazywana właśnie Île Saint Paul). Od 1 stycznia 2002 Verdun jest jedną z dzielnic Montrealu.
Liczba mieszkańców Verdun wynosi 66 078. Język francuski jest językiem ojczystym dla 62,7%, angielski dla 16,5% mieszkańców (2006).